# Mary Wayte
Mary Alice Wayte (ur. 25 marca 1965 w Mercer Island), po ślubie znana jako Mary Wayte Bradburne – była amerykańska pływaczka specjalizująca się w stylu dowolnym i zmiennym, dwukrotna mistrzyni olimpijska (1984) i wicemistrzyni świata oraz komentatorka sportowa.

## Kariera
Pierwsze medale na międzynarodowych zawodach zdobyła w 1983 roku podczas igrzysk panamerykańskich w Caracas. Wayte wywalczyła złoto w sztafecie 4 × 100 m stylem dowolnym i srebro na dystansie 200 m stylem dowolnym.
Rok później, na igrzyskach olimpijskich w Los Angeles w obu tych konkurencjach została mistrzynią olimpijską, pokonując na 200 m kraulem swoją rodaczkę Cynthię Woodhead (w sztafecie wystąpiła jedynie w wyścigu eliminacyjnym).
W 1986 roku podczas mistrzostw świata w Madrycie zdobyła srebrne medale w sztafetach kraulowych 4 × 100 i 4 × 200 m.
Na igrzyskach olimpijskich w Seulu zdobyła srebrny medal w konkurencji sztafet 4 × 100 m stylem zmiennym. Wywalczyła również brąz w sztafecie 4 × 100 m stylem dowolnym. Na 200 m stylem dowolnym z czasem 1:59,04 uplasowała się na czwartej pozycji, ze stratą zaledwie 0,03 s do brązowej medalistki. Indywidualnie startowała także w konkurencji 200 m stylem zmiennym, ale w eliminacjach została zdyskwalifikowana. Po igrzyskach w Seulu zakończyła karierę sportową i rozpoczęła pracę jako komentatorka zawodów pływackich.
W 2000 roku została wprowadzona do International Swimming Hall of Fame.